# Torre de Moros
Torre de Moros (también conocido como Pico Moros o Coto Blanco) es una montaña de España y el pico más alto de la sierra de Villafranca, en el Sistema Central. Se encuentra dentro del municipio de Navaescurial, en la provincia de Ávila, Castilla y León. El vértice geométrico situado en su cima se encuentra a una altitud de 2061,575 m s. n. m.